# Back to Love (album, Olympic)
Back To Love je osmnáctým studiovým albem české rockové skupiny Olympic, které vyšlo v roce 2011 ve vydavatelství Best I.A. Původně mělo album vyjít v roce 1969 ve Francii, kde byly také nahrávky realizovány. K tomu ovšem nedošlo.

## Seznam skladeb
| Pořadí | Název                             | Délka |
| ------ | --------------------------------- | ----- |
| 1.     | Five Travellers (Pět cestujících) | 5:15  |
| 2.     | Back to Love                      | 2:54  |
| 3.     | S.O.S.                            | 2:25  |
| 4.     | Dobrú noc                         | 1:26  |
| 5.     | The Angel (Anděl)                 | 3:50  |
| 6.     | Suit Casem (Kufr)                 | 2:19  |
| 7.     | Tramp                             | 1:58  |
| 8.     | Lovely Land (Mr. Den A Lady Noc)  | 3:04  |
| 9.     | Pohřeb své vlastní duše           | 3:25  |
| 10.    | Pták Rosomák                      | 2:58  |
| 11.    | Čekám na zázrak                   | 2:48  |
| 12.    | O půlnoci                         | 2:39  |

## Obsazení
- Petr Janda – kytara , zpěv
- Miroslav Berka – piano, varhany
- Jan Antonín Pacák – bicí, zpěv
- Ladislav Klein – kytara, zpěv
- Jan Hauser – basová kytara, zpěv
- Pavel Chrastina – basová kytara, zpěv